# Браун, Сэм (певица)
Сама́нта (Сэм) Бра́ун (англ. Samantha Brown; 7 октября 1964, Лондон) — британская певица, композитор, мульти-инструменталист, аранжировщик, автор текстов песен и продюсер. Дочь известного британского исполнителя рок-н-ролла Джо Брауна и певицы Вики Браун.

## Карьера
Известна своей экспрессивной манерой исполнения и способностью легко смешивать различные музыкальные стили — блюз, соул, рок-н-ролл. Наиболее известна её песня «Stop!» (сингл 1988 года). В том же году она выпустила одноимённый альбом; было продано более двух миллионов копий во всём мире. Во второй альбом April Moon (Апрельская луна, 1990) вошли хиты «With a Little Love» и «Kissing Gate», показавшие рост вокального и поэтического мастерства.
Говорила, что с тех самых пор, как к ней пришёл сценический успех, для неё не представляло интереса быть «звездой»; она предпочитала создавать музыку для себя и своих слушателей. Хотя в работе над двумя первыми альбомами Саманте это только помогало, впоследствии (и особенно сегодня) её бескомпромиссность создавала определённые препятствия в работе со звукозаписывающими компаниями.
Третий альбом, 43 Minutes, — мрачная, по всей очевидности, глубоко личная работа, написанная в то время, когда её мать умирала от рака. A&M Records, лейбл в то время, был несколько разочарован альбомом и хотел добавить туда несколько потенциальных хитов, но Браун воспротивилась этому, выкупила мастер-диски и издала очень небольшой тираж альбома через свой собственный лейбл Pod Music. Хотя впоследствии (в 2004) альбом был переиздан, его очень сложно найти, и он является объектом охоты коллекционеров.
В 1994 была бэк-вокалисткой в концертном туре группы Pink Floyd The Division Bell 
В 1995 спела дуэтом с исполнителем Fish песню «Just Good Friends», которая заняла высокие места в хит-парадах (смотри ниже).
В 1997 году она выпустила альбом Box, выпущенный независимым лейблом Demon Records. Песни этого альбома были написаны в сотрудничестве с Марией МакКи (Maria McKee).
В 2000 году выпустила альбом ReBoot.
Помимо сольной, она сделала успешную карьеру в качестве бэк-вокалистки, а также объединяясь с другими музыкантами. Среди прочего, она работала вместе с Pink Floyd, Deep Purple и многими другими.
Выдающимся исполнением последней песни Джорджа Харрисона «Horse to the Water» было отмечено её выступление  на концерте памяти Джорджа в 2002 году. Записи этого выступления нет на дисках, его можно увидеть только в фильме «Concert for George» .
В 2002 году записала альбом совместно с группой Valle Venia в качестве солистки всего альбома.
В 2003 году она начала работать с группой Homespun, проектом Дэйва Роверэя (Dave Rotheray) из ансамбля The Beautiful South; на текущий момент они выпустили три альбома.
В конце 2006 года она совершила турне по Великобритании в качестве специального гостя на шоу её отца.
В 2007 году выпустила новый сольный альбом Of the Moment. В октябре того же года она вернулась в десятку лучших, когда её песня «Valentine Moon», включённая в альбом Best of Friends Джулса Холланда (Jools Holland), стала девятой.
Является патроном лондонской музыкальной школы Tech Music School.
Посещала Россию три раза, в том числе с небольшим туром по Сибири в 1997 и 2008 годах.
В 2008 году вынуждена была завершить певческую карьеру из-за потери голоса. На ее голосовых связках обнаружили кисту, которую успешно удалили, но проблемы с голосом остались, из-за чего больше не могла брать ноты.
В поисках альтернативного музыкального занятия Браун в 2010 году основала клуб игры на укулеле и расширила свою деятельность до нескольких клубов в Оксфордшире, Дорсете, Лондоне и в интернете.

## Дискография

### Сольные альбомы
- Stop! (1988) Великобритания № 4 («золотой» —100 000 экз.), Австрия № 2, Швейцария № 6, Норвегия № 12, Швеция № 18, Австралия № 13, Германия № 13
- April Moon (1990) Великобритания № 38 («серебряный» —

60 000 экз.), Швейцария № 20, Австрия № 29, Швеция № 21, Австралия № 30, Германия № 34
- 43 Minutes (1993)
- Box (1997)
- Reboot (2000)
- Ukulele and Voice (2005) (MiniAlbum)
- Of the Moment (2007)

### Компиляции
- The Kissing Gate (1993) Label: Karussell
- Sam Brown (1996) Label: Label: A&M
- The Very Best of Sam Brown (2005) Label: Radar/Warner Strategic Marketing
- The A&M Years 1988-1990 (2016) (4xCD, Album, Comp, RM + DVD-V, NTSC + Box) Label: Caroline International

### В сотрудничестве с Homespun
- Homespun (Classic Records) (2003)
- Effortless Cool (Musicvision) (2005)
- Short Stories From East Yorkshire (2008)

### В сотрудничестве с Jools Holland
- Small World Big Band (2001 — song «Valentine Moon») UK № 8
- More Friends: Small World Big Band Volume 2 (2002 — song «Together We Are Strong») UK № 17, NZ № 44
- Small World Big Band Friends 3 — Jack O The Green (2003 — song «Kiss of Love» with Nick Cave) UK № 39
- Swinging the Blues Dancing the Ska (2005 — songs «Juice Head Blues», «Seven Acts Of Mercy» and «Something’s Going On») UK № 36
- Moving Out to the Country (2006 — song «Feel Like Going Home») UK № 45
- Best Of Friends (2007 — song «Valentine Moon») UK № 9

### В сотрудничестве с Valle Venia
- Valle Venia Feat. Sam Brown – Fragile (2002)

### Синглы
| Год  | Песня                                | Великобритания | Австралия | Канада | США | Германия | Альбом                        |
| ---- | ------------------------------------ | -------------- | --------- | ------ | --- | -------- | ----------------------------- |
| 1988 | «Walking Back To Me»                 | —              | —         | —      | —   | 65       | Stop!                         |
| 1988 | «Stop!»                              | 52             | —         | —      | —   | —        | Stop!                         |
| 1988 | «This Feeling»                       | 91             | —         | 82     | —   | —        | Stop!                         |
| 1989 | «Stop! (re-release)»                 | 4              | 4         | 3      | 65  | 7        | Stop!                         |
| 1989 | «Can I Get A Witness?»               | 15             | 17        | —      | —   | —        | Stop!                         |
| 1990 | «With A Little Love»                 | 44             | 27        | —      | —   | 52       | April Moon                    |
| 1990 | «Kissing Gate»                       | 23             | 89        | 45     | —   | —        | April Moon                    |
| 1990 | «Mindworks»                          | 77             | —         | —      | —   | —        | April Moon                    |
| 1993 | «Fear Of Life»                       | —              | —         | —      | —   | —        | 43 Minutes                    |
| 1995 | «Just Good Friends»                  | 63             | —         | —      | —   | —        | Yin (альбом исполнителя Fish) |
| 1997 | «I Forgive You»                      | —              | —         | —      | —   | —        | Box                           |
| 2000 | «In Light Of All That’s Gone Before» | —              | —         | —      | —   | —        | Reboot                        |

## Названия альбомов
Первые буквы названий уже изданных альбомов Браун составляют её собственное имя:
- Stop! (1988)
- April Moon (1990)
- (43) Minutes (1993)
- Box (1997)
- Reboot (2000)
- Of the Moment (2007)
- Wednesday the Something of April (2021)
- Number 8 (2023)

Браун заявила, что не знала об этой закономерности, однако она согласилась её продолжить, попросив фэнов подобрать подходящее название для нового альбома на букву 'O'. Of The Moment (название предложено на её сайте) вышел в 2007 году.